# بحرة 1
بحرة 1 هو موقع أثري في منطقة الصبية على ساحل خليج الكويت (الكويت) مرتبط بثقافة العبيد. ويعد أحد أقدم المستوطنات الثقافية لعبيد في منطقة الخليج العربي، حوالي 5500-4900 ق.م.

## تاريخ البحث
تم اكتشاف بحرة 1 من قبل الدكتور سلطان الدويش من المجلس الوطني للثقافة والفنون والآداب NCCAL. وجرى تنفيذ الأعمال الأثرية في الموقع بدءًا من سنة 2009 من قبل البعثة الأثرية الكويتية البولندية (KPAM) التابعة للمركز البولندي لآثار البحر الأبيض المتوسط بجامعة وارسو [الإنجليزية] (PCMA UW)، بالتعاون مع المجلس الوطني للثقافة والفنون والآداب بدولة الكويت. وأدار البروفيسور بيوتر بيلينسكي (PCMA UW) الحفريات مع الدكتور حامد المطيري (منذ 2014)، وقبله مع الدكتور سلطان الدويش (حتى 2013) وكليهما من المجلس الوطني للثقافة.

## الاكتشافات الأثرية
تسود بين الأسس الحجرية للجدران أنواع مختلفة من بقايا هياكل بنيان اكتشفت في الموقع. تم معرفة بعض مراحل البناء، مما يثبت أن الاستيطان كان دائم. ساهم البحث في بحرة 1 ببيانات جديدة عن العصر الحجري الحديث في الخليج العربي وتفاعل تلك المنطقة مع بلاد الرافدين في فترة العبيد. وهي أقدم مستوطنة دائمة السكنى جنوب بلاد الرافدين مباشرة. وارتبطت ثقافة المستوطنة الأساسية ارتباطًا وثيقًا بثقافة عبيد في العراق القديم. حوالي نصف القطع الفخارية التي تم العثور عليها في الموقع هي من منتجات ثقافة العبيد جلبت من بلاد العراق. وتتكون تلك المجموعات من أواني فاخرة مزينة بشكل غني وأواني نفعية بسيطة. كما اكتشفت مجموعة من القطع الخزفية الصغيرة من الموقع التي قد يكون بعضها من الزخارف الشخصية مثل الأقراص ذات الحواف والمسامير الخزفية، وكذلك الأقماع المقعرة التي تعتبر نموذجية لفترة العبيد، وتعتبر أشياء ذات معنى رمزي في تلك الحقبة. النصف الآخر من المجموعة الفخارية من بحرة 1 ينتمي إلى اللون الأحمر الخشن أو الخزف العربي الخشن، وهو نوع من الفخار مرتبط بالعصر الحجري الحديث العربي. أما الاكتشاف الفريد فكانت كسرة من قطعة نحاسية، والتي يمكن أن تشير إلى اتصالات مع أرض عمان حيث توجد مصادر هذا المعدن.
وفي 2018 جرت دراسة لمبنى معماري مختلف عن غيره من المباني المعروفة في هذا الموقع. يبدو أنه قد يكون له طابع ثقافي، حيث وحّد التقاليد المحلية مع المفاهيم المستمدة من ثقافة العبيد، مما يجعله أقدم مبنى عبادة ليس فقط في الكويت ولكن في منطقة الخليج العربي بأكمله.